# Raybaudia porteri
Raybaudia porteri is een slakkensoort uit de familie van de Cypraeidae. De wetenschappelijke naam van de soort werd in 1966 voor het eerst geldig gepubliceerd door C.N. Cate.